# فرودگاه نورمن ولز
 فرودگاه نورمن ولز (به انگلیسی: Norman Wells Airport) یک فرودگاه همگانی باربری با کد یاتا YVQ است که یک باند فرود آسفالت دارد و طول باند آن ۱۸۲۸ متر است. این فرودگاه در کشور کانادا قرار دارد و در ارتفاع ۷۳ متری از سطح دریا واقع شده است.

## شرکت‌های هواپیمایی و مقصدهای پروازی
| شرکت‌های هواپیمایی | مقصدهای پروازی                                                                           |
| ----------------- | ---------------------------------------------------------------------------------------- |
| Canadian North    | ادمونتون، اینوویک مایک زوبکو، یلونایف                                                    |
| Discovery Air     | کالگری                                                                                   |
| First Air         | اینوویک مایک زوبکو، یلونایف                                                              |
| نورث-رایت ایرویز  | دیلاین، فورت گود هوپ، اینوویک مایک زوبکو، تولیتا، یلونایف, on demand service: کولویل لیک |

### باری
| شرکت‌های هواپیمایی | مقصدهای پروازی |
| ----------------- | -------------- |
| بافلو ایرویز      | یلونایف        |